# Leon Modena
Leon Juda Ariusz Modena (ur. 23 kwietnia 1571, zm. 21 marca 1648 w Wenecji), żydowski uczony, poeta, muzyk i rabin.
W wieku 19 lat przybył do Wenecji, gdzie ok. 1609 został rabinem. Dzięki swojej literackiej sławie ściągał na kazania również chrześcijan. Kierował żydowską akademią muzyczną, która urządzała koncerty w synagodze weneckiej. W 1637 po opublikowaniu swojego najważniejszego dzieła o rytuałach żydowskich, stanął przed trybunałem inkwizycyjnym. Dzięki osobistym stosunkom z Wielkim Inkwizytorem został oczyszczony z zarzutów.
Autor autobiografii Żywot Judy.